# دیوید برنز
دیوید دی. برنز (به انگلیسی: David D. Burns) (متولد ۱۹ سپتامبر ۱۹۴۲) روان‌پزشک، شناخت درمانگر و استاد بازنشسته در بخش روان‌پزشکی و علوم رفتاری در دانشکده پزشکی دانشگاه استنفورد و نویسنده کتابهای پرفروش روان‌شناسی است. در ایران چند کتاب از وی ترجمه شده است. از جمله این آثار کتابهای Feeling Good: The New Mood Therapy (در ایران با عنوان‌های "افسردگی چرا" و "روانشناسی افسردگی" و "احساس خوب: روش جدید درمان خلق و خو") و The Feeling Good Handbook (در ایران با عنوان "از حال بد به حال خوب") شهرت و محبوبیت بیشتری در ایران دارد. برنز از روش رفتاردرمانی شناختی که توسط روان‌پزشک مشهور آرون ت. بک مطرح شد، بهره می‌بَرَد. وی در طول دهه ۱۹۸۰ به بهترین نویسنده پرفروش تبدیل شد و محبوبیت یافت.